# Mouton du Tyrol
Le mouton du Tyrol, ou mouton alpin du Tyrol (Tiroler Bergschaf), est une race ovine originaire du Tyrol. Il est élevé du côté autrichien et du côté italien. 

## Description

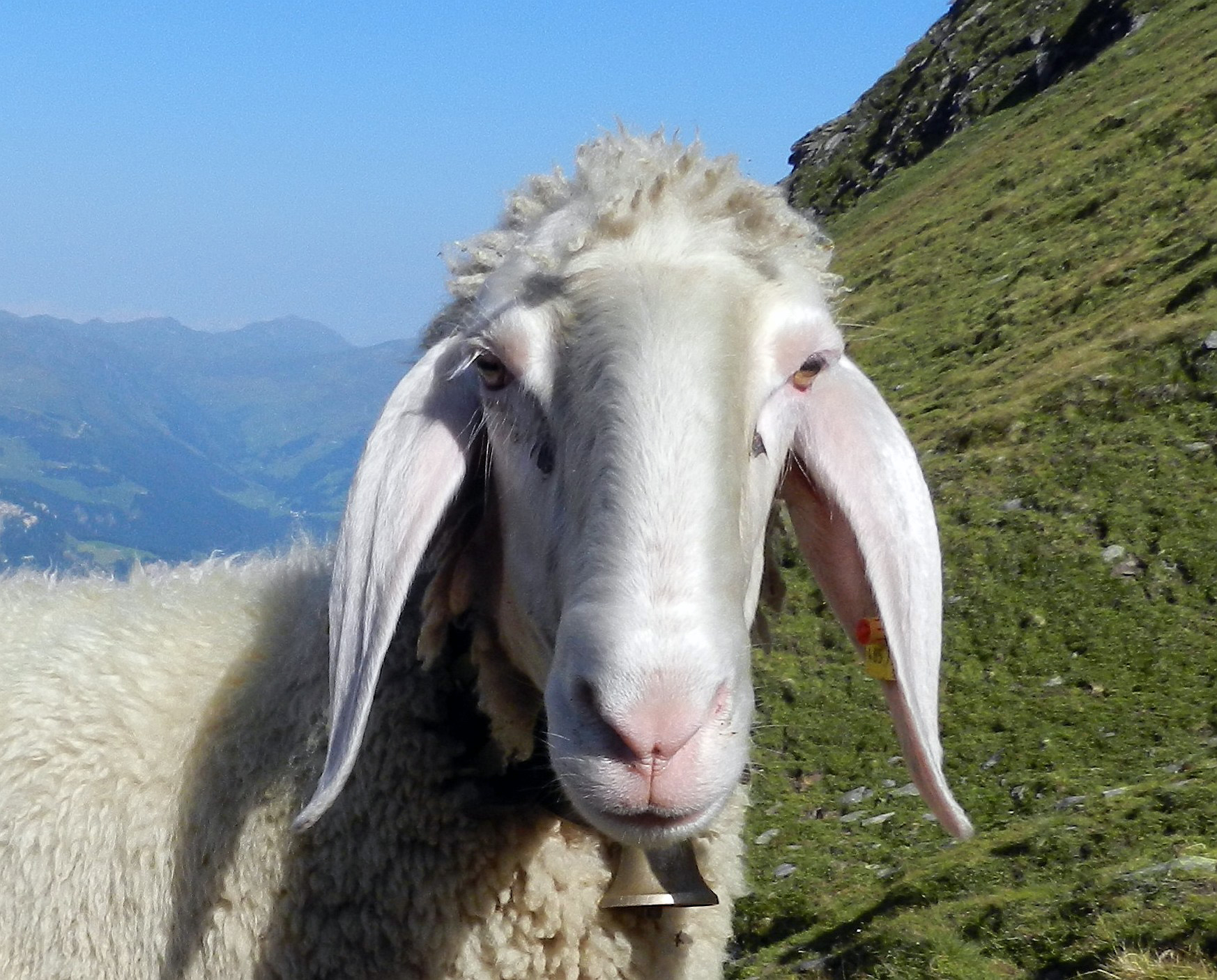
Tête de mouton du Tyrol.

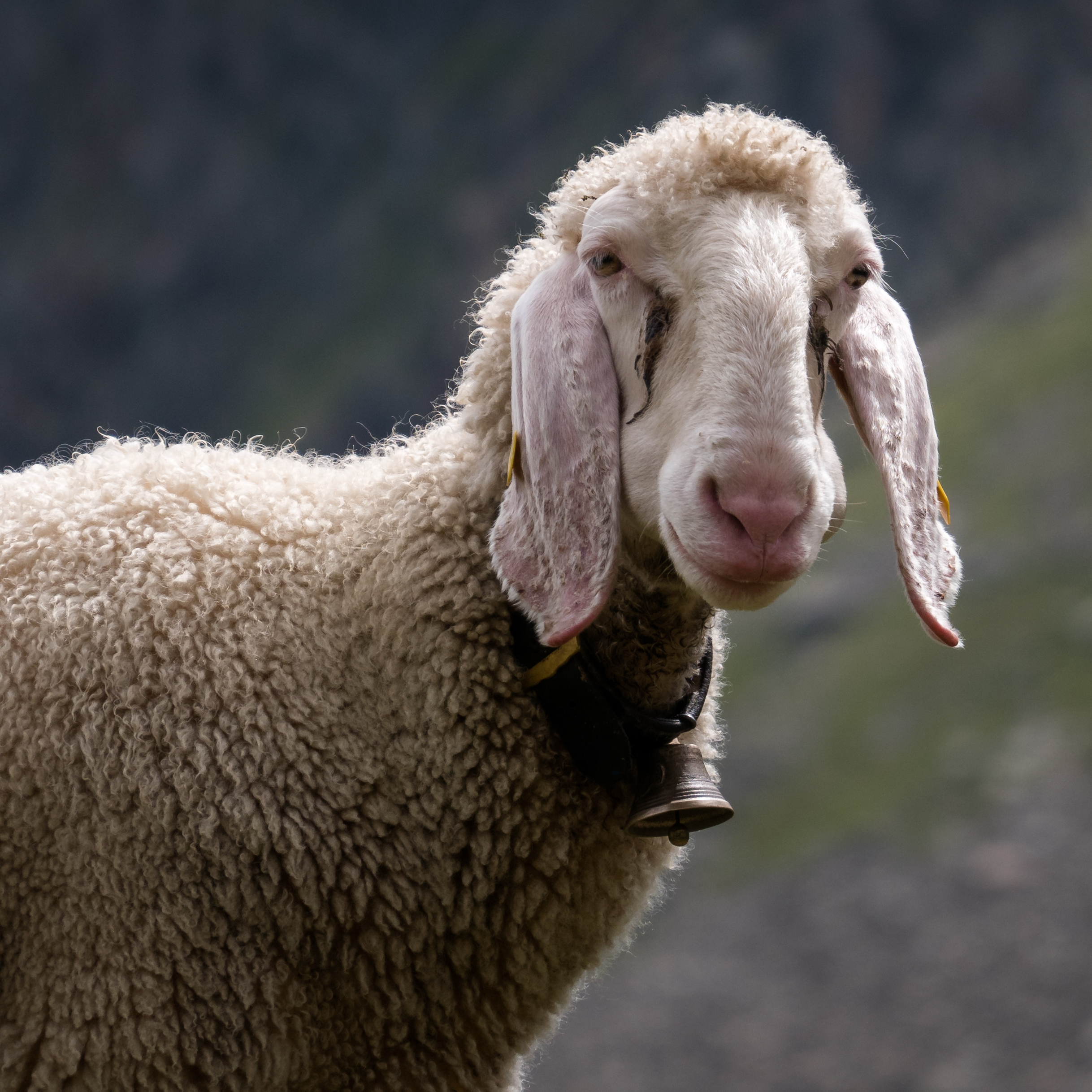
Une autre tête de mouton du Tyrol, dans le Tyrol.

C'est un mouton de moyenne à grande taille, d'un blanc pur sans pigmentation. Il est caractérisé par de longues oreilles pendantes. Il a un long mufle busqué et un petit crâne. 
Cette race est très prolifique car la brebis peut mettre bas deux fois par an. La femelle mesure 90 cm et pèse 90 kg, le mâle 100 cm et 130 kg. Celui-ci peut donner jusqu'à 5 kg de laine par an.

## Histoire
Cette race est issue du Tiroler Steinschaf et du mouton bergamasque. Le herd-book autrichien est publié en 1938. Les effectifs du mouton du Tyrol sont de 13 000 à 19 000 en 2012 en Autriche et de moins de 13 000 en 2008 en Italie.